# Ordgar, Ealdorman de Devon
Ordgar (fallecido en 971) fue un ealdorman de Devon en Inglaterra. Fue un gran terrateniente del West Country y aparentemente un consejero cercano de su yerno el rey Edgar el Pacífico, rey de Inglaterra. Su hija Elfrida fue la tercera esposa del rey Edgar y madre del rey Etelredo II (c.968-1016) el Indeciso. Ordgar fue nombrado ealdorman por el rey Edgar en 964. Fundó la abadía de Tavistock en 961.

## Biografía